# Teognost (Bodoriak)
Teognost, imię świeckie Jarosław Iwanowycz Bodoriak (ur. 11 sierpnia 1989 w Zełenem) – biskup Kościoła Prawosławnego Ukrainy.

## Życiorys
Średnie wykształcenie uzyskał w rodzinnej miejscowości. W latach 2006–2011 był słuchaczem Iwanofrankiwskiego Instytutu Teologicznego. W 2010 r. rozpoczął studia na Podkarpackim Uniwersytecie Narodowym im. Wasyla Stefanyka, które ukończył w 2014 r. obroną pracy magisterskiej poświęconej życiu mnichów Skitu Maniawskiego w XVII–XVIII w.
28 marca 2008 r. przed arcybiskupem iwanofrankiwskim i halickim Joazafem złożył wieczyste śluby mnisze z imieniem Teognost, ku czci św. Teognosta metropolity kijowskiego. 2 dni później z rąk tego samego hierarchy otrzymał święcenia diakońskie, a 24 kwietnia 2008 r. – kapłańskie. W 2009 r. został przewodniczącym Bractwa Młodzieżowego im. św. Jana Teologa eparchii iwanofrankiwskiej Ukraińskiego Kościoła Prawosławnego Patriarchatu Kijowskiego. W latach 2009–2013 niósł posługę w Sołotwinie (początkowo w kaplicy szpitalnej, następnie jako proboszcz parafii św. Pantelejmona). W  2011 r. został przełożonym skitu Przemienienia Pańskiego podlegającego Monasterowi Maniawskiemu. W 2012 r. objął kierownictwo wydziału ds. młodzieży przy zarządzie eparchii iwanofrankiwskiej. 15 sierpnia 2013 r. podniesiony do godności ihumena.
W 2013 r. został wykładowcą oraz wizytatorem, a następnie prorektorem ds. pracy dydaktycznej Iwanofrankiwskiego Instytutu Teologicznego. 29 lutego 2016 r. mianowany namiestnikiem Skitu Maniawskiego. W tym samym roku objął obowiązki rektora Iwanofrankiwskiego Instytutu Teologicznego. W 2017 r. rozpoczął studia podyplomowe w Kijowskiej Akademii Duchownej UKP PK. 25 czerwca 2018 r. otrzymał godność archimandryty.
W 2019 r. został proboszczem parafii Świętych Piotra i Pawła w Bohorodczanach. W lipcu tego samego roku mianowany administratorem eparchii iwanofrankiwsko-halickiej Kościoła Prawosławnego Ukrainy. Od lipca 2021 r. – po przeniesieniu do eparchii kijowskiej – służył w monasterze św. Michała Archanioła o Złotych Kopułach.
2 lutego 2022 r., postanowieniem Świętego Synodu Kościoła Prawosławnego Ukrainy otrzymał nominację na biskupa bohorodczańskiego, wikariusza eparchii iwanofrankiwsko-halickiej. Jego chirotonia biskupia odbyła się 13 lutego tego samego roku w soborze św. Michała Archanioła o Złotych Kopułach w Kijowie, pod przewodnictwem metropolity kijowskiego i całej Ukrainy Epifaniusza.